# Campus d'Illkirch
Le Campus d'Illkirch est un des campus de l'université de Strasbourg et se situe sur la commune d'Illkirch-Graffenstaden faisant partie de la communauté urbaine de Strasbourg. Le campus fait partie intégrante du technopôle, Le Parc d'Innovation, construit à partir des années 80 et spécialisé dans les secteurs des biotechnologies, des NTIC et ceux de la santé en général. C'est aussi le siège du pôle de compétitivité à vocation mondial Alsace BioValley, labellisée en 2005.

## Historique
L'école de pharmacie créée en 1803, rattachée à l'Université de Strasbourg en 1872 et devenue faculté de pharmacie en 1922, arrive sur le nouveau campus d'Illkirch en 1978.
En 1983, la ville de Strasbourg et la communauté urbaine de Strasbourg (CUS) prennent la décision de créer un pôle de technologie consacré à la recherche. Ce Parc d'innovation est un cluster permettant de réunir sur un lieu commun des structures de recherche et d'enseignement publiques et privées dans le but étant de créer un environnement d'excellence pour la création et le développement d'entreprises innovantes selon trois axes définis comme prioritaire : la santé, l'environnement et la mobilité. Il en résulte une cohabitation de structures d'enseignement et de recherche, publiques et privées ainsi que d'entreprises innovantes (startups) et de centres de recherche de grands groupes. 
En plus de la faculté de pharmacie, l'université de Strasbourg y a ainsi installé plusieurs établissements tel que l'école supérieure de biotechnologie Strasbourg (ESBS), l'institut de génétique et de biologie moléculaire et cellulaire, l'institut clinique de la souris (ICS), le Centre d'analyses et de recherches (CAR) , auparavant connu comme le laboratoire d'hydrologie de la faculté de pharmacie ,, l'IUT Robert Schuman ou encore l'école d'ingénieurs Télécom Physique Strasbourg. À ces établissements publics s'ajoutent des structures privées, le campus central de l’International Space University (ISU) et l'Institut Européen Entreprise et Propriété Intellectuelle (IEEPI). Il est aussi à noter la présence de deux CRITT : Aérial et Irepa Laser.

## Composition

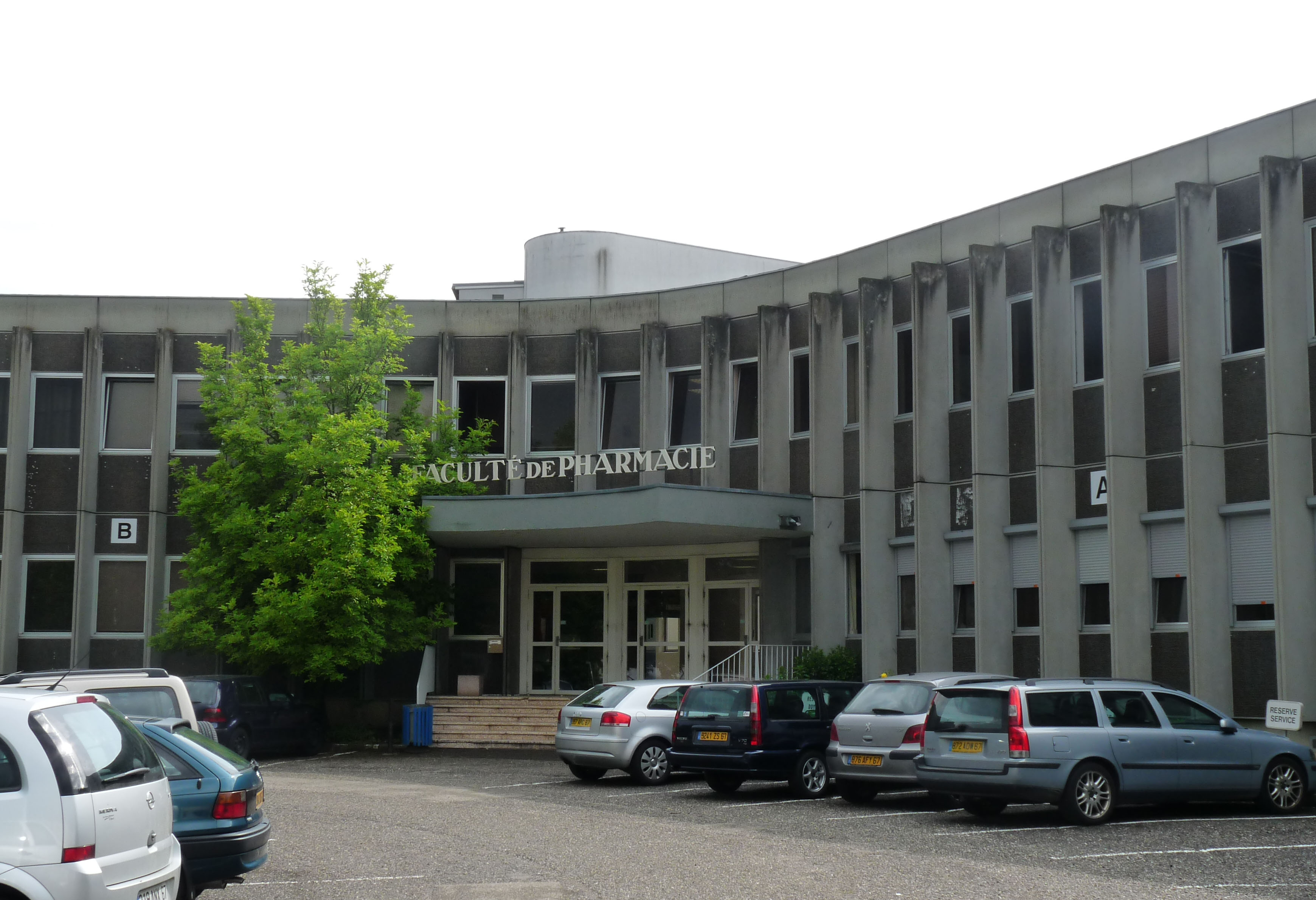
La faculté de pharmacie située sur le campus d'Illkirch

### Formation et recherche
Plusieurs composantes de l'université de Strasbourg sont situées sur le campus :
- la faculté de pharmacie,
- l'institut universitaire de technologie Robert-Schuman,
- Télécom Physique Strasbourg,
- l'école supérieure de biotechnologie Strasbourg (ESBS), crée en 1982 par l'Université Louis-Pasteur et qui est aujourd'hui, par convention une école commune aux universités de Bâle, Karlsruhe, Fribourg et Strasbourg,
- l'institut de génétique et de biologie moléculaire et cellulaire (IGBMC) qui est un centre commun de recherche entre l'Université de Strasbourg, le CNRS et l'INSERM,
- l'institut clinique de la souris (ICS).

À ces composantes, s'ajoutent des établissements d'enseignement et de recherche privés :
- l’International Space University (ISU), une école assurant des formations pluridisciplinaires dans le domaine spatial destinées aux futurs professionnels, astronautes et experts du domaine spatial,
- l'institut européen entreprise et propriété intellectuelle (IEEPI), formant les acteurs de la propriété intellectuelle.

## Accès
Il est desservi par la ligne de bus 63 de la Compagnie des transports strasbourgeois et par les lignes A et E du tramway de Strasbourg, à l'arrêt : Campus d'Illkirch.